# Variations on an Elizabethan Theme

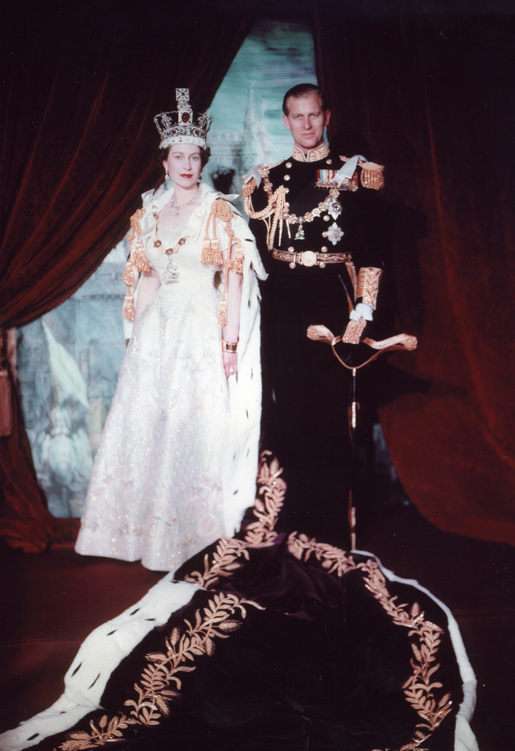
La Reine Elisabeth II et le Prince Philip

Les Variations on an Elizabethan Theme  sont une série de variations pour orchestre à cordes, écrites collectivement en 1952 par six compositeurs anglais: Lennox Berkeley, Benjamin Britten, Arthur Oldham, Humphrey Searle, Michael Tippett et William Walton.
Imogen Holst a également joué un rôle important dans l'orchestration de l'ensemble de l'œuvre, mais elle n'a pas écrit une variation en son nom.
Les variations ont été écrites pour célébrer le prochain couronnement de la reine Élisabeth II en juin 1953. Benjamin Britten a également écrit son opéra Gloriana en l'honneur de cette occasion.

## Historique
Lors du festival d'Aix-en-Provence en juillet 1952, Benjamin Britten avait assisté à la première de La Guirlande de Campra, une œuvre écrite en collaboration par sept compositeurs français, et cela lui a donné l'idée d'inviter plusieurs compositeurs anglais se joindre à lui pour composer chacun une variation sur un thème de l'époque de la première reine Élisabeth afin d'honorer la nouvelle reine,.
Lennox Berkeley, Michael Tippett et William Walton ont rapidement accepté l'invitation de Britten. Alan Rawsthorne a refusé catégoriquement. Edmund Rubbra avait au début accepté, mais s'est retiré, au moment où Arthur Oldham et Humphrey Searle ont été associés,.
Le thème était Sellinger's Round or The Beginning of the World, un air de danse irlandais, qui avait été harmonisé pour le clavier par William Byrd, le principal compositeur du temps d'Élisabeth Ire. Il a été orchestré pour l'occasion par Imogen Holst, mais elle n'a pas écrit une variation de sa propre main,.

## Structure de l'œuvre
L'œuvre est structurée de la manière suivante:
- Thème (anonyme; harmonisé par William Byrd; arrangé pour orchestre à cordes par Imogen Holst)
- Variation 1: Allegro non troppo (Arthur Oldham)
- Variation 2: A Lament, Andante espressivo (Michael Tippett)
  - La variation commence et finit par une transcription de « Ah Belinda! » tiré de Dido and Æneas d'Henry Purcell, sur laquelle un violon solo joue une version ornée du thème[2]. La variation de Tippett plus tard est devenue très connue comme faisant partie d'un morceau différent, le Divertimento on Sellinger's Round[1],[3].
- Variation 3: Andante (Lennox Berkeley)
- Variation 4: Quick and Gay (Benjamin Britten)
- Variation 5: Nocturne, Adagio (Humphrey Searle)
  - Britten considérait cette variation comme la plus originale des six[4]
- Variation 6: Finale, Fuga à la gigue[5], Presto giocoso (William Walton)
  - Walton commence avec une inversion du thème, et conclut avec l'inversion combinée avec le thème original[2],[6].

## Premières
La création a eu lieu le 20 juin 1953, dans le cadre du Coronation Choral Concert au Festival d'Aldeburgh de 1953. Cependant, le concert a été diffusé en direct sur le Troisième Programme de la BBC quatre jours avant, le 16 juin. Les deux concerts ont été dirigés par Benjamin Britten,. Le concert en public a été enregistré et diffusé sur CD.
William Walton a proposé que chaque variation contienne une brève citation du compositeur correspondant. Sa propre citation était tirée de l'Ouverture Portsmouth Point (en). La citation de Britten utilise le thème « Green leaves we are » de Gloriana.
Le public lors de la première au Festival d'Aldeburgh n'était pas informé des noms des compositeurs qui avaient écrit des variations, mais était invité à participer à un concours de devinettes pour lever des fonds en faveur du festival,. Personne ne devina correctement tous les noms,.
Pour la saison 2013 des Proms, deux variations supplémentaires ont été commandées par la BBC à John Woolrich et Tansy Davies. Elles ont été ajoutées dans cet ordre avant la variation finale de Walton. La nouvelle série de huit variations a été jouée en première par l'English Chamber Orchestra, conduit par Paul Watkins (musicien) (en), au Cadogan Hall, Londres, le 24 août 2013.